# Cléré-les-Pins
Cléré-les-Pins és un municipi francès, situat al departament de l'Indre i Loira i a la regió de Centre – Vall del Loira. L'any 2007 tenia 1.201 habitants.

## Demografia

### Població
El 2007 la població de fet de Cléré-les-Pins era de 1.201 persones. Hi havia 467 famílies, de les quals 117 eren unipersonals (64 homes vivint sols i 53 dones vivint soles), 162 parelles sense fills, 158 parelles amb fills i 30 famílies monoparentals amb fills.
La població ha evolucionat segons el següent gràfic:
Habitants censats

### Habitatges
El 2007 hi havia 569 habitatges, 478 eren l'habitatge principal de la família, 57 eren segones residències i 34 estaven desocupats. 534 eren cases i 31 eren apartaments. Dels 478 habitatges principals, 373 estaven ocupats pels seus propietaris, 100 estaven llogats i ocupats pels llogaters i 6 estaven cedits a títol gratuït; 15 tenien una cambra, 24 en tenien dues, 83 en tenien tres, 130 en tenien quatre i 226 en tenien cinc o més. 335 habitatges disposaven pel capbaix d'una plaça de pàrquing. A 183 habitatges hi havia un automòbil i a 258 n'hi havia dos o més.

### Piràmide de població
La piràmide de població per edats i sexe el 2009 era:
| Homes | Edats   | Dones |
| ----- | ------- | ----- |
| 4     | 95 o +  | 4     |
| 0     | 90 a 94 | 4     |
| 20    | 85 a 89 | 8     |
| 12    | 80 a 84 | 8     |
| 8     | 75 a 79 | 28    |
| 16    | 70 a 74 | 16    |
| 40    | 65 a 69 | 24    |
| 20    | 60 a 64 | 28    |
| 16    | 55 a 59 | 12    |
| 48    | 50 a 54 | 40    |
| 32    | 45 a 49 | 44    |
| 48    | 40 a 44 | 36    |
| 52    | 35 a 39 | 56    |
| 40    | 30 a 34 | 52    |
| 52    | 25 a 29 | 32    |
| 24    | 20 a 24 | 24    |
| 60    | 15 a 19 | 28    |
| 52    | 10 a 14 | 32    |
| 56    | 5 a 9   | 32    |
| 40    | 0 a 4   | 20    |

## Economia
El 2007 la població en edat de treballar era de 784 persones, 604 eren actives i 180 eren inactives. De les 604 persones actives 558 estaven ocupades (307 homes i 251 dones) i 46 estaven aturades (15 homes i 31 dones). De les 180 persones inactives 68 estaven jubilades, 53 estaven estudiant i 59 estaven classificades com a «altres inactius».

### Ingressos
El 2009 a Cléré-les-Pins hi havia 507 unitats fiscals que integraven 1.293,5 persones, la mediana anual d'ingressos fiscals per persona era de 16.777 €.

### Activitats econòmiques
Dels 58 establiments que hi havia el 2007, 1 era d'una empresa extractiva, 1 d'una empresa alimentària, 2 d'empreses de fabricació d'altres productes industrials, 13 d'empreses de construcció, 10 d'empreses de comerç i reparació d'automòbils, 4 d'empreses de transport, 4 d'empreses d'hostatgeria i restauració, 1 d'una empresa financera, 4 d'empreses immobiliàries, 2 d'empreses de serveis, 7 d'entitats de l'administració pública i 9 d'empreses classificades com a «altres activitats de serveis».
Dels 26 establiments de servei als particulars que hi havia el 2009, 1 era una oficina de correu, 3 tallers de reparació d'automòbils i de material agrícola, 2 paletes, 2 fusteries, 3 lampisteries, 3 electricistes, 3 perruqueries, 4 restaurants, 3 agències immobiliàries i 2 salons de bellesa.
Dels 3 establiments comercials que hi havia el 2009, 1 era una botiga de més de 120 m², 1 una peixateria i 1 una llibreria.
L'any 2000 a Cléré-les-Pins hi havia 25 explotacions agrícoles que ocupaven un total de 1.050 hectàrees.

## Equipaments sanitaris i escolars
L'únic equipament sanitari que hi havia el 2009 era una farmàcia.
El 2009 hi havia una escola elemental.

## Poblacions més properes
El següent diagrama mostra les poblacions més properes.